# Australian Open 2020 - Quad doppio
Dylan Alcott e Heath Davidson erano i detentori del titolo e si sono riconfermati battendo in finale Andrew Lapthorne e David Wagner con il punteggio di 6–4, 6-3.

## Teste di serie
1. Dylan Alcott /  Heath Davidson (campioni)

1. Andrew Lapthorne /  David Wagner (finale)

## Tabellone

### Legenda
| - Q = Qualificato - WC = Wild card - LL = Lucky loser | - ALT = Alternate - SE = Special Exempt - PR = Protected Ranking | - w/o = Walkover - r = Ritirato - d = Squalificato |

### Finale
|  | Finale |                               |                               |   |   |  |
|  |        |                               |                               |   |   |  |
|  | 1      | Dylan Alcott Heath Davidson   | Dylan Alcott Heath Davidson   | 6 | 6 |  |
|  | 2      | Andrew Lapthorne David Wagner | Andrew Lapthorne David Wagner | 4 | 3 |  |